# تشارلز روجرز (سياسي)
تشارلز روجرز (بالإنجليزية: Charles Rogers)‏ هو محامي وسياسي أمريكي، ولد في 30 أبريل 1800 في نورثامبرلاند في الولايات المتحدة، وتوفي في 13 يناير 1874 في هادسون فالس في الولايات المتحدة. نشط حزبياً في الحزب الجمهوري. وقد انتخب عضو جمعية ولاية نيويورك وانتخب عضو مجلس النواب الأمريكي.